# Manhattan Chess Club
Der Manhattan Chess Club mit Sitz in New York war ein traditionsreicher Schachverein in den Vereinigten Staaten, der im amerikanischen Schach jahrzehntelang eine Führungsrolle innehatte. Er stand traditionell in Konkurrenz zu dem jüngeren Marshall Chess Club. Er zählte zwei Schachweltmeister zu seinen Mitgliedern und ist eng mit der Schachgeschichte verbunden.
Die Konstituierung des Schachvereins erfolgte im November 1877 im zentralen Stadtteil Manhattan. In den Jahren 1890 und 1891 fand in den Vereinsräumen der Weltmeisterschaftskampf zwischen Wilhelm Steinitz und Isidor Gunsberg statt. 1905 trat der spätere kubanische Weltmeister José Raúl Capablanca dem Verein bei, dem er stets verbunden blieb. Der Manhattan Chess Club war Veranstalter der berühmten New Yorker Schachturniere von 1924 und 1927; sie wurden von Emanuel Lasker bzw. Capablanca gewonnen. Am 7. März 1942 erlitt Capablanca im Vereinslokal, während er einer Partie zusah, einen Schlaganfall, an dessen Folgen er am nächsten Tag starb. Unter den Schachmeistern, die im Manhattan Chess Club ihren Aufstieg erlebten, waren Samuel Reshevsky, Bobby Fischer, der seit 1955 Vereinsmitglied war, William Lombardy und Arnold Denker.
Obwohl der Manhattan Chess Club im Laufe seiner Geschichte seinen Spielort mehrfach wechselte, besaß er in guten Zeiten mehrere hundert Mitglieder. Mehrfach richtete der Verein die amerikanische Landesmeisterschaft aus. Auch die Klubmeisterschaft zählte zu den traditionell herausragenden Schachturnieren der USA.
Als mehrere Wallstreet-Manager starben, die die maßgeblichen Sponsoren des Vereins stellten, war die finanzielle Existenz gefährdet. Erschwerend kam hinzu, dass die „American Chess Foundation“, der das Gebäude gehört, in dem der Verein seinen Sitz hatte, in die Hände von Nichtschachspielern fiel. Damit begann die Schlussphase in der Geschichte des berühmten Klubs. Der Mietvertrag wurde beendet, und obwohl der Verein im Jahr 2001 vorübergehend einen neuen Spielort in einem Hotel fand, erwiesen sich die organisatorischen Probleme als unlösbar. Schließlich stellte der Manhattan Chess Club im Januar 2002 nach 124-jährigem Bestehen seine Tätigkeit ein.